# Atsjinkinkan
Het eiland Atsjinkinkan (Russisch: Ачинкинкан) is gelegen in de Straat Senjavin in de Beringzee, voor de kust van de Russische autonome republiek Tsjoekotka. Het eilandje ligt op een afstand van ca. 15 km van de op het vasteland gelegen plaats Janrakynnot en op ca. 2 km afstand van het nabijgelegen eiland Merkinkan; de vorm is min of meer rond met een doorsnee van ongeveer 500 meter. Het werd in 1828 in kaart gebracht door de ontdekkingsreiziger F.P. Litke, een Baltische Duitser. Daarbij kreeg het de naam Orlov eiland, naar een officier die deelnam aan deze drie jaar durende expeditie. 
Atsjinkinkan staat bekend om zijn in kolonies broedende klifvogels. Zo broeden er ca. 150 pelagische aalscholvers (Phalacrocorax pelagicus), 180 à 300 paar drieteenmeeuwen (Rissa tridactyla), ca. 40 paar duifzeekoeten (Cepphus columba), papegaaialken (Aethia psittacula), 180 à 500 paar gehoornde papegaaiduikers (Fratercula corniculata) en 150 à 200 paar kuifpapegaaiduikers (Fratercula cirrhata).